# Суорбрик, Нил
Нил Суо́рбрик (англ. Neil Swarbrick; родился 20 декабря 1965 года в Престоне) — английский футбольный арбитр, обслуживал матчи Премьер-лиги, а также английские национальные кубковые турниры. В 2018 году завершил карьеру судьи. Начиная с сезона 2019/20 работает экспертом системы VAR.

## Судейская карьера
Начал судейскую карьеру в возрасте 29 лет. Работал помощником главного арбитра, а затем главным арбитром на матчах нижних дивизионов системы футбольных лиг Англии.
С 2005 года начал работать на матчах Футбольной лиги.
В 2011 году был включён в список судей, обслуживающих матчи Премьер-лиги.
21 марта 2015 года в матче Премьер-лиги между «Манчестер Сити» и «Вест Бромвич Альбион» показал красную карточку Гарету Маколи. Позднее выяснилось, что он удалил не того игрока — фол, который карался удалением, совершил Крейг Доусон.

## Статистика
| Сезон   | Игры | Всего | за игру | Всего | за игру |
| ------- | ---- | ----- | ------- | ----- | ------- |
| 2011/12 | 30   | 107   | 3,57    | 7     | 0,23    |
| 2012/13 | 31   | 111   | 3,58    | 1     | 0,03    |
| 2013/14 | 33   | 115   | 3,48    | 1     | 0,03    |
| 2014/15 | 33   | 128   | 3,88    | 4     | 0,12    |
| 2015/16 | 35   | 98    | 2,80    | 7     | 0,20    |

Источник: soccerbase